# The Great Carbuncle
The Great Carbuncle is een kort verhaal door Nathaniel Hawthorne. Het verscheen voor het eerst in Twice-Told Tales, een verzameling van korte verhalen uit 1837.

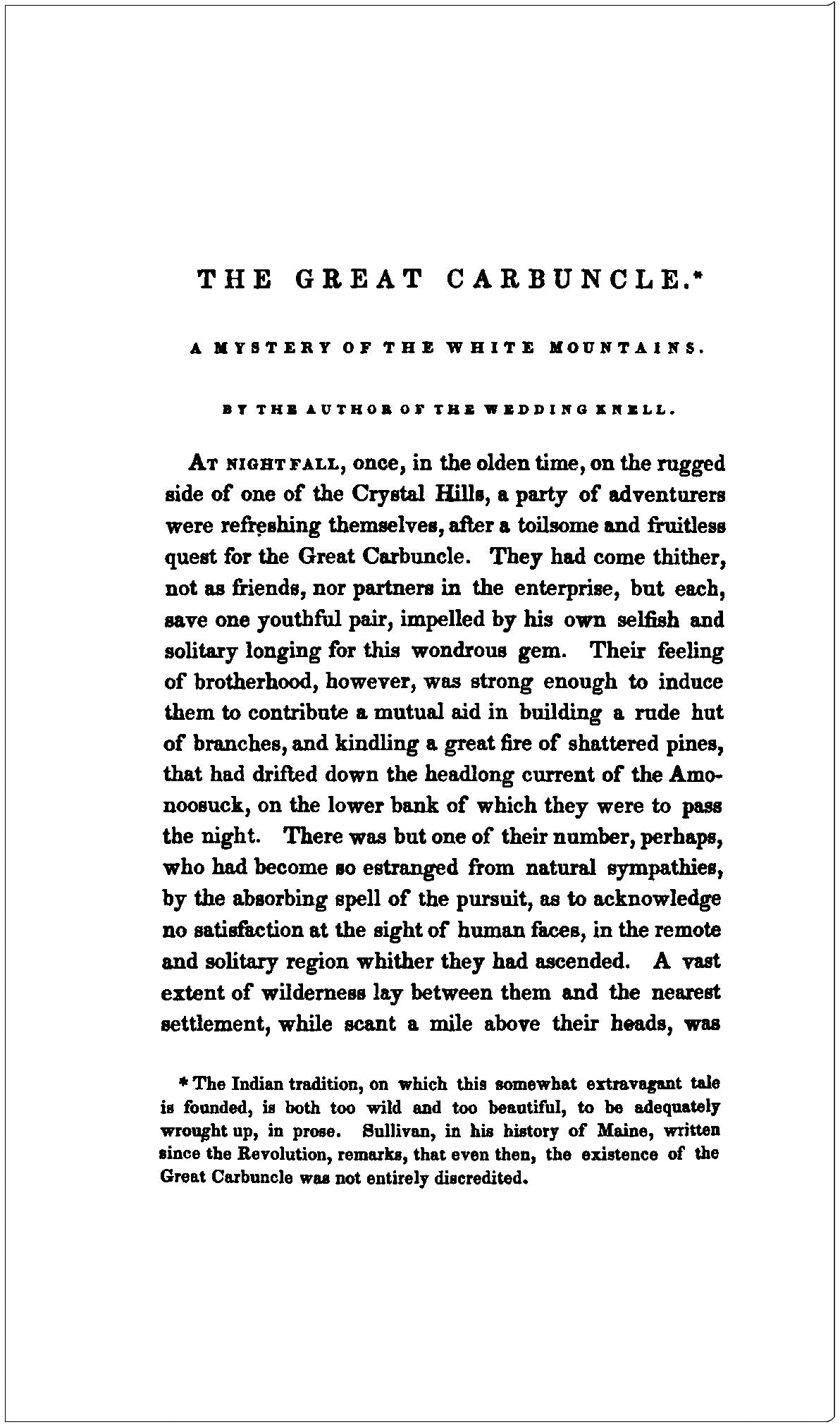
Eerste pagina van de anonieme eerste druk in de 1837 uitgave van The Token and Atlantic Souvenir (uitgegeven in 1836)